# Zastava Latvije
Zastava Latvije sastoji se od dvije tamnocrvene pruge, između kojih je bijela pruga. Omjer dužine i širine je 2:3. Prvi put se koristila od 1918. do sovjetske okupacije 1940. Ponovno je prihvaćena 27. veljače 1990.

## Vanjske poveznice
- li.lv   Arhivirana inačica izvorne stranice od 5. studenoga 2015. (Wayback Machine)
- Flags of the World